# کام ران
کام ران (به لاتین: Cam Ranh، اچ در این نام تلفظ نمی‌شود ()) یک منطقهٔ مسکونی در جنوب استان خان هوا و در جنوب ساحل مرکزی ویتنام واقع شده‌است. کام رانح ۳۱۶ کیلومتر مربع مساحت و ۱۲۱٬۰۵۰ نفر جمعیت دارد.

## موقعیت جغرافیایی
کام ران دومین شهر بزرگ استان بعد از نها ترنگ است. این شهر در خلیج کام ران واقع شدهو در ۲۰۰۹ جمعیت آن بالغ بر ۱۲۱۰۵۰ نفر بود و مساحتی به ابعاد ۳۱۶ کیلومتر مربع را در بر می‌گیرد.

## زیرساخت
- فرودگاه بین‌المللی کام ران

## آب و هوا
کام ران هوای اقلیم گرم‌دشتی دارد و در سامانه طبقه‌بندی اقلیمی کوپن قرار دارد.